# 醴陵东站
醴陵东站是沪昆客运专线杭长段的一个高铁火车站，位于中国湖南省醴陵市来龙门街道清潭村，距离沪昆铁路醴陵站10公里，已于2014年9月16日投入运营。

## 车站结构
车站设2站台4线，其中正线2条，到发线2条，站台为两个侧式站台。站房建筑面积为8000平方米，候车大厅约2700平方米，可同时容纳800名旅客候车。站房综合楼为一层建筑，局部两层。
本站站台长450米，雨棚采用单柱实腹钢框架结构，覆盖面积为8542平方米。

### 车站楼层
| 地面 | 站厅     | 售票处、候车区、进站口、出站口            |  |  |
|      | 侧式站台 |                                           |  |  |
|      | 上行站台 | 沪昆高速铁路 上海虹桥方向（下站：萍乡北） |  |  |
|      |          | 沪昆高速铁路 上海虹桥方向越行线           |  |  |
|      |          | 沪昆高速铁路 昆明南方向越行线             |  |  |
|      | 下行站台 | 沪昆高速铁路 昆明南方向（下站：长沙南）   |  |  |
|      | 侧式站台 |                                           |  |  |

## 旅客列车目的地
截至2020年7月，有33班列车在醴陵东站停靠。
| 列车所属路局 | 目的地                                               |
| ------------ | ---------------------------------------------------- |
| 北京局集团   | 北京西、南昌西                                       |
| 成都局集团   | 贵阳北、南京南、宁波、上海虹桥、温州南、宁海         |
| 广州局集团   | 长沙南、上海虹橋、台州、淮南南、九江、怀化南、广州南 |
| 南昌局集团   | 南昌西、重庆西、深圳北、长沙南、福州、广州南、九江   |
| 上海局集团   | 上海虹橋、南京南、邵阳、宜宾西、昆明南、重庆西       |
| 南宁局集团   | 南宁东                                               |
| 昆明局集团   | 嘉兴南                                               |

## 附近景区
- 衡山
- 浏阳河